# Nicolas Rousselet
Pour les articles homonymes, voir Rousselet.
 (avril 2015).
 (janvier 2015).
Si vous disposez d'ouvrages ou d'articles de référence ou si vous connaissez des sites web de qualité traitant du thème abordé ici, merci de compléter l'article en donnant les références utiles à sa vérifiabilité et en les liant à la section « Notes et références ».
Nicolas Rousselet, né le 23 octobre 1965 à Neuilly-sur-Seine (Hauts-de-Seine) est un homme d’affaires français. Il est président-directeur-général du Groupe Rousselet (ex Groupe G7) depuis 2001, qui compte parmi ses entreprises G7 (taxis), Homebox (self stockage), ADA (location de véhicules) et Pragmatik (logiciels métiers).

## Biographie

### Jeunesse et études
Nicolas Rousselet est le fils d'André Rousselet, propriétaire du groupe Rousselet (ex Groupe G7) homme politique et homme d’affaires, créateur de Canal+, décédé en mai 2016, et le frère du producteur Philippe Rousselet.
Il fréquente le lycée Carnot. Il effectue une classe préparatoire à La Salle Passy Buzenval. En 1990, il sort diplômé d'HEC Paris.

### Parcours professionnel
Il rejoint le groupe familial G7 à mi-temps en 1989 et travaille avec Jean-Jacques Augier, président-directeur-général des taxis G7, de 1987 à 2000.
On lui confie d'abord une filiale du groupe spécialisée dans le prêt-à-porter pour hommes. En 1991, Nicolas Rousselet devient responsable des opérations de croissance externe, il identifie ADA, une entreprise de location de voitures en pleine expansion que le groupe G7 rachète en 1994. Il participe à la constitution d’un pôle de transport routier de messagerie en 1992, incluant la société Pignat, et qui sera revendue en 1994. Il œuvre également à l’introduction en bourse d’ADA en 1994. Après la cession de la branche maritime (les remorqueurs Abeilles) au groupe Bourbon, et le rachat de la société d’archivage papier Novarchive en 1996, Jean-Jacques Augier quitte la direction du groupe. Nicolas Rousselet est alors nommé DG du groupe G7.
En 1996, il crée la société de self stockage Homebox, après un voyage aux Etats-Unis où il observe le développement de cette activité.
En 2000, il prend la présidence et la direction générale d' ADA alors en difficulté. L'activité redevient excédentaire en 2008 et affiche un chiffre d'affaires de 104 millions d'euros en 2010.
Après une période de forte croissance organique de l'activité radio taxi, un rééquilibrage a lieu avec le développement progressif du pôle des services liés au stockage (self-stockage, archivage). Depuis juin 2014, le Groupe de logistique MGF ne fait plus partie du Groupe Rousselet. La majeure partie de l’activité a été reprise par Norbert Dentressangle (devenu XPO Logistics) en juin 2014.
En 2012, Nicolas Rousselet annonce le lancement de Wecab, l'offre de partage de taxis du groupe G7.
En 2016, il perd le procès intenté à Nicolas Colin, pour un article de ce dernier qui ne partageait pas sa définition de l'innovation[réf. nécessaire].
En 2016 il publie un ouvrage intitulé Humaniser l'économie de partage, dans lequel il fait part de sa vision ainsi que de sa position sur l' "uberisation" de la société. Le 15 mai de la même année, il réunit au Zénith de Paris huit mille chauffeurs avec l’objectif de les motiver face à la concurrence du VTC,.
Nicolas Rousselet, défend sa position de quasi-monopole de la radio taxi (avec près de 10.000 taxis affiliés soit à la G7 soit aux Taxis Bleus sur 17 700 licences à Paris). Déjà, en 2010, il était monté au créneau pour le maintien du monopole des taxis parisiens à l'aéroport de Roissy-Charles de Gaulle.
En 2017, il fusionne G7 et Taxis Bleus sous la marque G7, pour renforcer cette dernière, avec pour objectif de passer de 8 000 à 9 000 véhicules, afin de réévaluer son niveau de service.
La fortune de Nicolas Rousselet est évaluée par Challenges à 250 millions d'euros en 2020, ce qui le classe 344e fortune professionnelle française.
En 2021, il lance un service destiné aux cyclistes franciliens : une centaine de véhicules équipés de porte-vélos. La même année, en 2021, il déclare que la G7 est la première flotte de taxis verts d'Europe et s’engage à ce que 100 % des véhicules soient hybrides ou électriques pour 2027,. Il encourage par ailleurs la mise en place de stations de recharge, électriques ou, éventuellement, à l'hydrogène,.
Alors que la pandémie a mis en difficulté les chauffeurs de taxi parisiens, Nicolas Rousselet annonce en 2022 que son groupe a investi 20 millions d'euros sur deux ans pour les soutenir.
En 2024, il annonce la mise à disponibilité de 600 véhicules adaptés aux personnes à mobilité réduite ou disposant d'une rampe d'accès.

## Prise de position
Nicolas Rousselet prend position publiquement dans le conflit entre taxis et VTC (véhicule de tourisme avec chauffeur) contre les propositions de la commission pilotée par Jacques Attali. Trois ans plus tard, il déclare à propos des chauffeurs de VTC, que “la coexistence est possible, tant que les lois sont respectées". Le magazine Challenges rappelle pour sa part en 2014 que « la mainmise, par un seul groupe, sur la majorité des taxis (deux tiers des taxis parisiens avec G7 et Taxi Bleu) d’une grande capitale est un cas unique au monde ». En 2020, il annonce que son groupe a enregistré 28 % de courses supplémentaires sur 2 ans, avec notamment des mesures face à la concurrence des VTC.
En 2022, le PDG de G7 défend la décision d'augmenter les tarifs des taxis face à la hausse du prix du carburant.

## Autres mandats
- Président de l’Union nationale des industries du taxi (Unit)[5]
- Membre du comité exécutif du Medef[31]
- Conseiller municipal de Mortefontaine (sans étiquette)[13]
- Membre du club Le Siècle[34].

## Prix et distinctions
Lors des trophées de la performance des entreprises 2019 (Business Performance Awards), Nicolas Rousselet reçoit le prix de l'innovation (the Innovation Award).
Par décret du 30 décembre 2016, il est élevé au grade de chevalier de la Légion d'honneur.

## Ouvrage
- Humaniser l'économie du partage, éditions Débats publics, 2016[37];
- URBANITES, Donner un sens à la ville, éditions Débats publics, 2018[38].